# Дворец в Крыспинуве

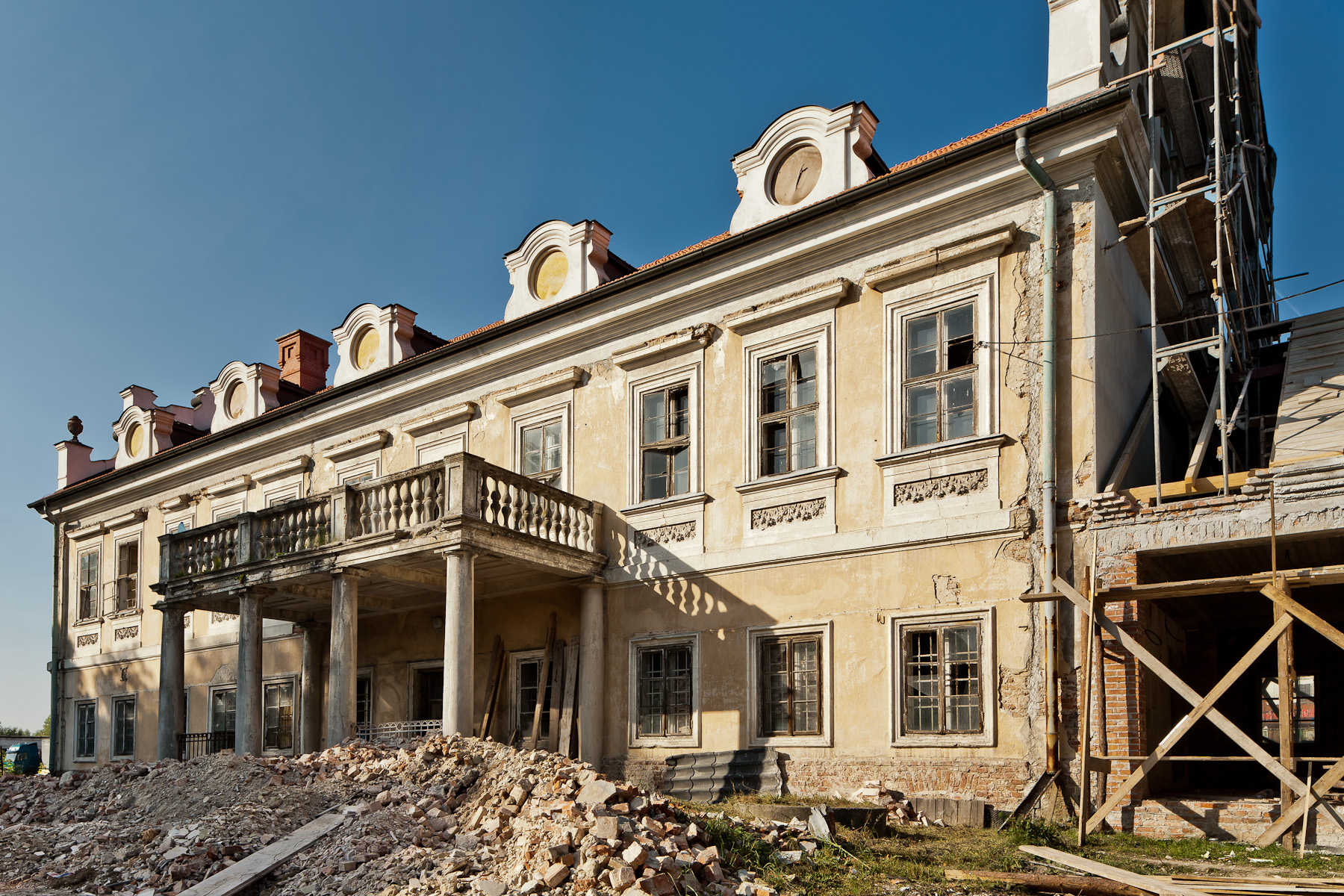

Дворец в Крыспинуве (пол. Pałac w Kryspinowie) — архитектурный памятник, находящийся в Польше в селе Крыспинуве сельской гмины Лишки Краковского повята Малопольского воеводства. Здание вместе с окружающим его парком внесено в реестр охраняемых памятников Малопольского воеводства.

## История
Дворец в стиле неоренессанс был построен по проекту архитектора Зигмунда Хендля в конце XIX века его первым владельцем Яном Скирлиньским. Ранее на этом же месте находился другой дворец, постороенный на рубеже XVIII и XIX веков. После кончины Яна Скирлиньского дворец был продан его наследниками семье Суских из Кракова. Позднее дворец переходил в руки различных хозяев, среди которых были представители польских аристократических родов Яворские, Мадейские и Чеховичи. После Второй мировой войны дворец был национализирован и передан детскому дому. В 50-е годы XX века здание принадлежало районному отделению машиностроения и позднее — государственному отделу машиностроения.
14 марта 1968 года дворец был внесён в реестр памятников культуры Малопольского воеводства (№ А-658/M).
Во второй половине 90-х годов XX столетия здание короткое время принадлежал коммерческой организации «PROMEROL», потом был передан прежним хозяевам из рода Суские.
В настоящее время дворец находится в процессе реставрации.